# Big Bald Mountain (Georgia)
Big Bald Mountain is een berg in Gilmer County in de Amerikaanse staat Georgia. De berg heeft een hoogte van 1.244 meter boven zeeniveau en is daarmee het hoogste punt in de county. De berg ligt in het gebied van de Chattahoochee-Oconee National Forest.